# Юстинианова чума
Юстиниановата чума е първата зафиксирана в историята чумна пандемия (от три). Засяга основно населението на Източната Римска империя. Първата вълна (541 – 544) е по време на управлението на византийския император Юстиниан I, но чумата се проявява на общо 18 вълни през следващите две столетия (541 – 750).
Юстиниановата чума бележи своеобразния край на класическия демографски прираст като цяло на населението. Предполага се, че огнището на чумата от 540 – 541 г. се появява в Етиопия или Египет и по търговските канали през Средиземно море чумната бактерия Yersinia pestis пристига в Константинопол, откъдето се разпространява на север, юг и изток и към съседните страни на запад.
Епидемията под формата на пандемия достига своя връх около 544 г., когато в Константинопол всеки ден умират до 5000 души, а в някои дни и по 10 000 души. Феноменът е описан от Прокопий Кесарийски.
Според изчисления на средновековната демография, жертвите на чумата достигат в Ориента и Северна Африка около 100 милиона души (и близо 40% от населението на Константинопол), а в Европа умират 25 милиона души. В ирландски източници пандемията е отбелязана като crom conaill (549 – 550 г.)
Според ново мултидисциплинарно изследване  този брой на жертвите, изчислен само на база писмени източници, е силно преувеличен. Анализът на полените не показва съществено намаление на зърнопроизводството, няма промени в законодателството, няма съществено изменение на броя на папирусите в Египет. Повторното изследване на масовите гробове от този период показва, че не всички са свързани с чумата. Генетично изследване на чумния щам показва, че той съвсем не е толкова вирулентен, колкото причинилият Черната смърт през средновековието.